# 拉惹朱蘭站
拉惹朱蘭站位於蘇丹依斯邁路（Jalan Sultan Ismail）上方，接近蘇丹依斯邁路與拉惹朱蘭路的交叉路口，站名取自於臨近的拉惹朱蘭路。

## 車站概況
車站架空於蘇丹依斯邁路上方，為高架車站，於2003年8月31日開始營運。

## 利用狀況
位於吉隆坡金三角的商業區內，辦公大樓與金融機構的聚集地帶，附近擁有許多的辦公大樓、跨國公司分部及企業總部，平日上班族通勤人口眾多，城中城-武吉免登空橋系統（KLCC-Bukit Bintang Pedestrian Walkway）的出口也位在本站附近。
許多的飯店、背包旅社也位在附近，聚集在章卡武吉免登的酒吧、餐廳及亞羅街的小吃攤販等許多夜生活的聚集，曾為夜晚的拉惹朱蘭站帶來一定的人潮。

## 車站構造
目前為高架車站，2個側式月台，兩個出入口，皆位在蘇丹依斯邁路兩旁。

### 車站樓層
| L2     | 月台         | 側式月台                                                                                       |
| L2     | 月台         | 1號月台: 吉隆坡單軌 往 MR11 蒂蒂旺沙站 (→)                                                     |
| L2     | 月台         | 2號月台: 吉隆坡單軌 往 MR1 吉隆坡中央車站 (←)                                                  |
| L2     | 月台         | 側式月台                                                                                       |
| L1     | 大廳，穿堂層 | 詢問處、自動售票機、驗票閘門、售票站、車站控制台、洗手間、祈禱室、電扶梯往/自出口、RHB銀行門市 |
| 地面層 | 蘇丹依斯邁路 | 電扶梯出入口、樓梯出入口、計程車站                                                             |

## 接驳交通
以下路线行经本站。

## 車站周邊
- 柏威年廣場（Pavilion KL）
- 城中城-武吉免登空橋系統（KLCC-Bukit Bintang Pedestrian Walkway）
- Istana Hotel
- Crown Plaza Mutiara Kuala Lumpur Hotel
- 雲頂大廈（Wisma Genting）
- 威士瑪大樓(Wisma Cosway)
- 渣打銀行馬來西亞總部
- The Weld購物中心
- 林芙蓉大廈（Wisma Lim Foo Yoong）
- Kenanga International
- Hotel Equatorial Kuala Lumpur